# Жіноче міське училище для бідних дівиць ім. Гелеловича
Жіноче міське училище для бідних дівиць ім. Гелеловича — навчальний заклад в Євпаторії кінця XIX в. початку ХХ ст., що був відкритий на кошти спадкового Почесного Громадянина А. Гелеловича.
Заклад став найбільшим жіночим ремісничим училищем. За реалізацією навчальної справи училище було зразком не тільки для навчальних закладів Євпаторії, але і навчальних закладів інших міст півдня імперії.
Метою училища було давати дівчатам караїмського віросповідання загальну освіту в обсязі початкового народного училища, навчити їх ремеслу на стільки, щоб вони при виході з нього, могли працювати і своєю працею забезпечувати своє існування.
Училище знаходилося при євпаторійському «Товаристві піклування про бідних караїмів», заснованому в 1874 р з ініціативи міського голови Євпаторії, а пізніше караїмського гахама Самуїла Пампулова.
Спочатку це було скромне ремісниче училище для тридцяти бідних дівчаток-караїмок, де одна вчителька викладала російську грамоту і рукоділля. В училищі також навчали і караїмського віровчення, тобто читанню Священного писання біблійною мовою з перекладом на російську, російської мови та відомостями з російської історії, географії, математики, краснопису, кресленню, малюванню і співу.
З ремесел викладали швейну і білошвейну справи, вишивання, в'язання, модне кравецтво, капелюшну справу, кулінарне мистецтво, молочне господарство. З розширенням програм двері училища відчинилися для всіх бажаючих незалежно від віросповідання. Зростала кількість предметів, що викладаються, запрошувалися нові вчителі.
У 1909 році училище перейшло в нове спеціально збудоване приміщення і перейменовано в «Караїмське професійне жіноче училище». Будівля для професійного відділення побудовано на кошти А. Гелеловича і названа його ім'ям.
Після закінчення училища учениці мали право вступити до третього класу гімназії.
Училище блискуче виділялося серед інших освітніх установ Євпаторії. Більшість євпаторійських дівчат, які закінчили вищу школу і працювали як учительки, лікарки, фельдшерки, акушерки, а також ті, які займалися професійною працею — початкову освіту отримали в цьому училищі.